# Новосёлки (Багратионовский район)
Новосёлки — посёлок в Багратионовском районе Калининградской области. Входит в состав муниципального образования сельское поселение Гвардейское.

## История
В 1946 году Кляйн Вальдек был переименован в Новосёлки.

## Население
| 2002 | 2010 |
| ---- | ---- |
| 27   | ↗37  |

В 1910 году проживало 124 человек.